# スモワ川

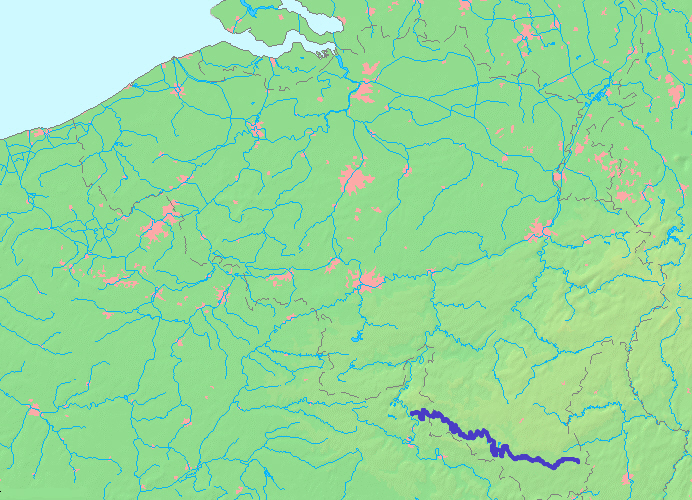
流域

スモワ川（スモワがわ、ワロン語: Simwès、ドイツ語: Semoy、Sesbach、フランス語: Semoy）とは、ベルギーのアルデンヌ地方からフランスのマース川へと流下するマース川の右支流にあたる河川である。

## 概要
スモワ川はルクセンブルクとの国境に近いベルギーリュクサンブール州アルロンにその流れを発し、大体西側へと流れ、ボアン＝シュル＝スモワの村を通過した後に、フランスへと入り、10km程流れた所にあるモンテルメでマース川に合流する。また、その全長は210kmである。
川の周辺にある市町村としては、シニー、フロランヴィル、エルブーモン、ブイヨン、ヴレス＝シュル＝スモワ等が挙げられる（全てベルギー）。
この川の名前の初出はSESMARAの名で、2世紀に記されており、これはゲルマン民族の大移動の前に相当する時期である。中世にはSesomirs（664年）、Sesmarus（950年）、Sesmoys（1104年）、Semoir（1244年）と次第に変化していっている。また、この名前はドイツ語で言う所のsach（地点の意）とmari（水の意）に由来している。

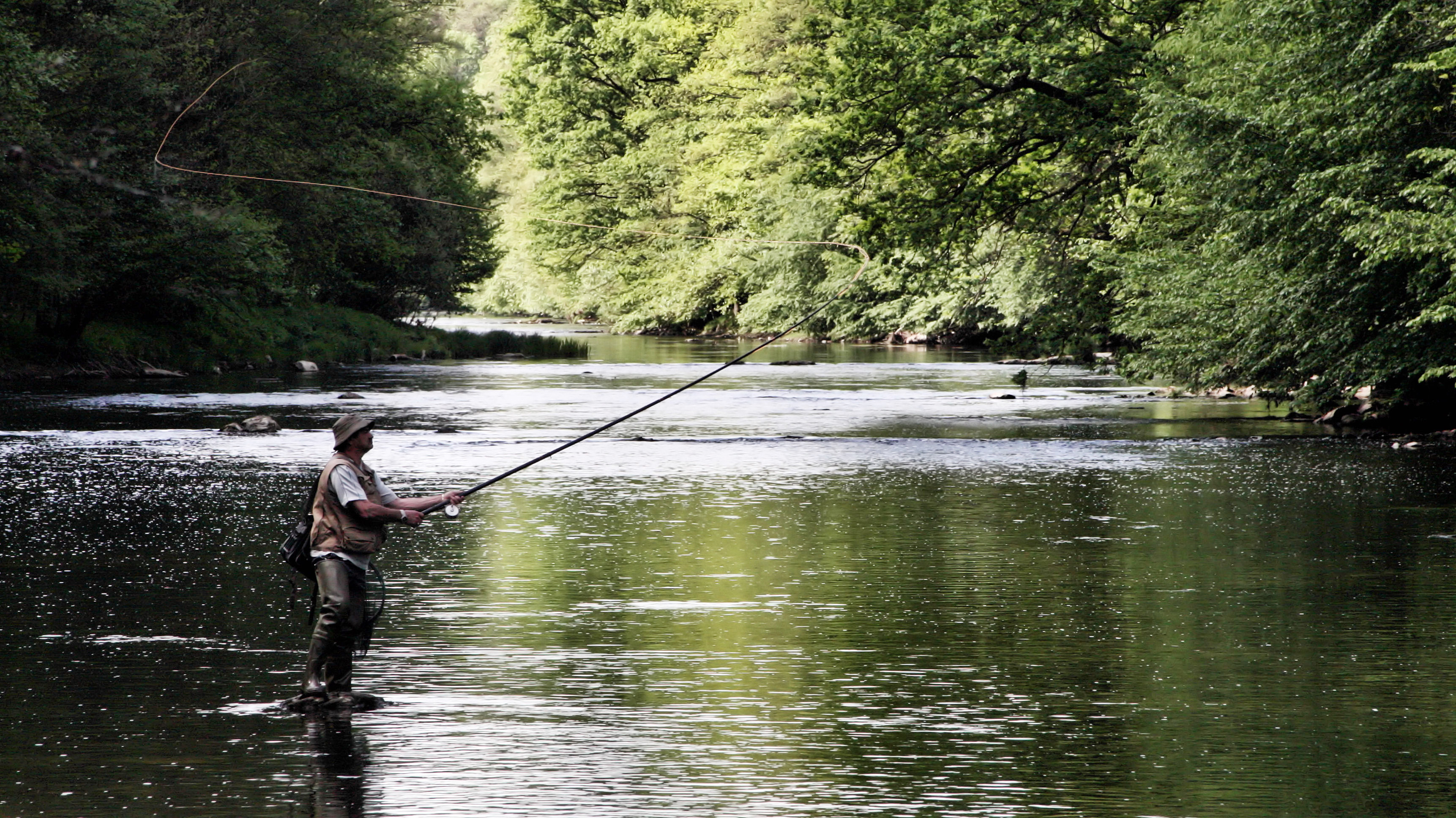
フロランヴィル附近でのスモワ川